# Benjamin Melzer
Benjamin Ryan Melzer es un modelo, activista y bloguero alemán.
Ha modelado en las revistas alemanas Der Tagesspiegel, Frankfurter Allgemeine Zeitung, Der Spiegel y Focus.
En abril de 2016, se convirtió en el primer hombre transgénero de Europa en aparecer en la portada de una revista de fitness masculina. Esta fue la edición europea de Men's Health.

## Biografía
Melzer nació y creció en Oer-Erkenschwick, un suburbio a 40 minutos de Düsseldorf.
En 2016, protagonizó una sesión de modelaje para Diesel y About You junto a la modelo holandesa y mujer trans Loiza Lamers.
Ese mismo año, protagonizó la campaña de PETA «Prefiero ir desnudo que usar pieles» junto a Lamers.

### Transición de género
Mezler afirmó que sabía que había «algo especial» en sí mismo a los 3 años de edad, pero carecía de información para clasificar esto como disforia de género infantil. Después de ver un documental sobre el actor transgénero Chaz Bono cuando Melzer tenía 18 años, se dio cuenta de que había estado experimentando disforia de género.
Cinco años después, a los 23 años, decidió comenzar su transición médica, que incluyó terapia hormonal masculinizante y 11 cirugías. Toda su familia lo apoyó, incluida su abuela de 89 años, y su madre, que acudía a la clínica todos los días a llevarle comida mientras se recuperaba. Ha calificado la cirugía superior como «la cirugía más importante para todos los hombres trans»; justo después de terminar su proceso de curación, fue a una piscina pública y saltó al agua solo con pantalones cortos, lo que describió como «lo mejor».
Mezler y sus parejas femeninas anteriores siempre se han identificado como heterosexuales. Salió con su prometida Zara al menos desde 2010 hasta 2017; Zara siempre lo había visto como un hombre, incluso antes de su transición médica.
En cuanto a su satisfacción tras la transición, afirmó: “Ahora estoy totalmente cómodo y escucho y trato de entender más las cosas. Me he calmado y me siento muy, muy diferente… No creo que tenga que demostrar nada. Mírame, soy feliz y tengo novia. Simplemente vivo mi vida”.
Ha criticado la forma en que se retrata a las personas trans en la televisión alemana, describiendo sus apariencias como «un poco extrañas, exageradas o completamente depresivas». Él afirmó: «Quiero mostrarle al mundo que soy un tipo normal que resulta ser trans».

### Vida personal
Los pasatiempos de Melzer incluyen el surf, el wakeboarding y el salto desde acantilados.
Vivió en Múnich, pero recientemente reside en Recklinghausen.[cita requerida]
Uno de sus objetivos es hacer que el negocio del modelaje sea más accesible para las modelos transgénero. También expresó su deseo de protagonizar un comercial de Calvin Klein.
Se casó con la modelo alemana Sissi Marie Melzer (nacida Marie Hofbauer) en 2023.